# La-17 (航空機)
La-17
クビンカにて展示中のLa-17
- 用途：偵察
- 分類：UAV
- 製造者：ラボーチキン
- 運用者 ロシア（空軍）
- 初飛行：1953年
- 運用状況：開発中

ラボーチキン La-17とはソビエト連邦初の実用段階に達した無人航空機(UAV)である。初期の機材は1950年代初頭に開発がすすめられ、1980年代まで任務に残っていた。

## 初期の開発作業
La-17はラボーチキン設計局により設計され、作業は1950に始まっている。飛行試験実施は1953年に開始され、試作ドローンがツポレフTu-4 4発爆撃機に続いて飛んだ。La-17の量産は1956年に開始された。
La-17は全金属製、ジェット推進のドローンで翼面は直線形状である。また胴体下のナセル内にジェットエンジン1基が搭載される。La-17として知られる最初のタイプは空中発進型であった。また推力800KgfのボンダリュクRD-900ラムジェットエンジンで駆動する。機首部には「風車」タイプの発電装置が設けられ、いくぶんWWII時代のドイツ空軍が保有した、Me 163有人ロケット迎撃機に電力を供給した装置のようである。La-17は無線誘導により制御され、地面につくにはシンプルに胴体着陸し、タッチダウンで被るエンジン部の破損は黙認した。ラムジェットはまったくの消耗品で、容易に交換できる。ドローン本体にはレーダー信号を増強するためにリューネブルクレンズを搭載できた。

## La-17M
原型のLa-17の有益さはわずかなもので、また空中発射は高額かつ補給上扱いにくく、ドローンによる集団攻撃というシミュレーションでも最良を尽くすのが難しかった。ラムジェットエンジンは効率が悪く、短い航続能力という結果になり、もしも戦闘機のパイロットが最初の航過でドローンを逃した際には再び接近する前に燃料が尽きてしまった。こうした問題を解決するためラボーチキンの技術者たちは地上発射型を検討し、La-7Mは1959年に初飛行を終え、1960年に任務に投入された。La-17MはRATOブースターを翼根部に懸下し、これを利用して発進した。発進装置には標準的な100mm対空砲の台車から派生した、牽引式四輪車が使われた。
La-17Mは推力1950KgfのミクーリンRD-9BKターボジェットで駆動した。RD-9BKとはMiG-19戦闘機に使われたRD-9Bエンジンの出力を下げ、アフターバーナーを使わずに簡易化したバージョンである。翼端部には空気を圧縮するのに用いる涙滴形状のフェアリングがついた。この空気をエンジンに供給し、巡航性能を改善している。航続力はLa-17の40分に対し60分に改良された。La-17のように、La-17Mもまた地面に胴体着陸する。
La-17Mの初期の量産機には自動操縦がついておらず、速やかにこれを持つLa-17MAに代替された。後期量産型にはRD-9BKRエンジンが搭載され、RD-9BKと同等の性能を発揮しつつも低空の任務に適するようマイナーチェンジが施され、耐用時間が15時間から30時間に向上した。またこれらは改善された着地システムを備える。UAVはタッチダウンの前に機首上げ操作を行い、エンジンナセル下部には着陸用のスキッドがついた。こうした2点の改善によって、エンジン破損の危険をより少なくしつつ着陸できるようになった。これらの機材はLa-17MMと呼ばれ、1964年から就役した。
ラムジェットで駆動するLa-17は少数が地上発進型に改修された。2基のRATOブースターを持ち、機体構造の数か所が強化されている。これらのドローンはLa-17nと再び名前をつけられた。

## La-17R

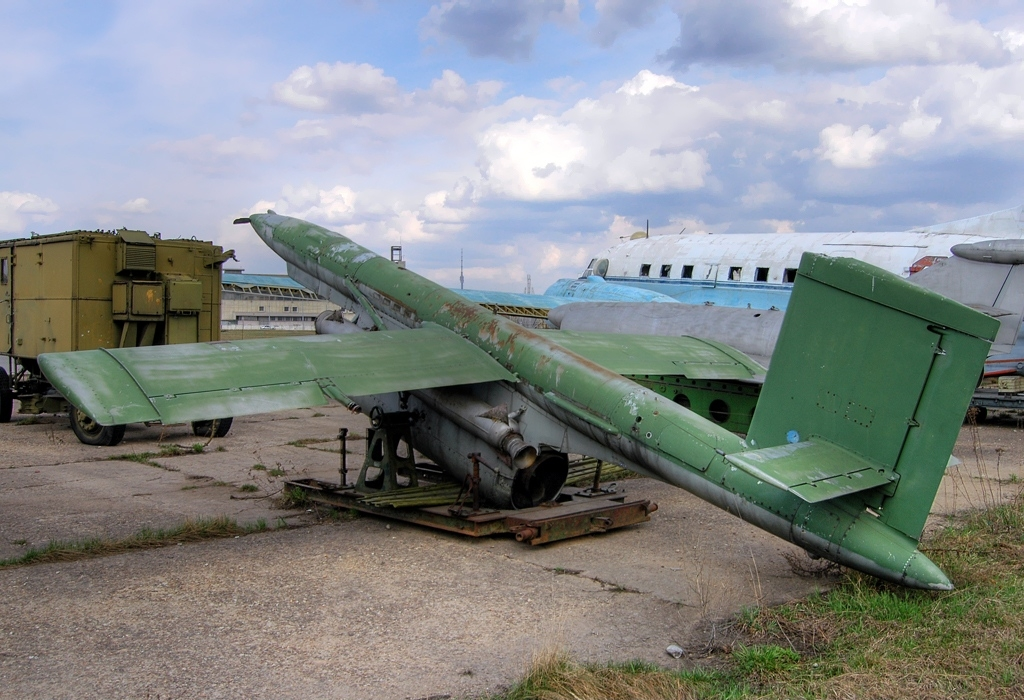
モスクワ、ホディンカ飛行場のラボーチキンLa-17R UAV

手始めに、空中発射型の偵察用ドローンのため、開発作業はラムジェットで飛行するLa-17を基礎に用いて開始されたが、このモデルの欠陥のために実現することは無かった。ただしLa-17MMをベースとした地上発進型の戦場偵察用ドローンはLa-17Rとして1962年に就役した。本機は偵察用装備を積むために機首を54cm延長するという特徴を備える。最終的にいくつかの異なる装備品が開発された。それらは高解像度や広域用のフィルムカメラ、リアルタイムTVカメラ、そして放射線観測機材である。La-17Rは高空運用のための翼端部の空気圧縮ポッドを持たない。La-17Rの改良版であるLa-17RMは1965年に就役し、La-17MM標的用ドローンの改善点をいくらか備えている。

## La-17UMおよびLa-17RU
La-17の標的用や偵察用の派生型の進化は、二筋の路線に沿って進められた。その結果、2路線の系列機間の共通性は分かたれた。生産と補給の合理化命令により標的用ドローンはLa-17UMと呼ばれ、偵察用ドローンはLa-17RUと呼ばれた。これらは最大限に部品を共用化して設計し、量産された。
最後のLa-17を生産したのはラボーチキンOKBであるが、ソビエト本国内で生産された最後のLa-17ではなかった。ラボーチキンOKBは宇宙用のシステム開発にますます深く関与するようになり、1970年代後半になるとLa-17の量産はRD-9BKのエンジンが消耗して使えなくなるまで「ほったらかしで」進められるようになった。そのためLa-17を依然として量産することはできなくなっていた。

## La-17K
その後、ソビエトの航空組織の一団がR11K、つまりツマンスキーR11F-300ターボジェットエンジンを使い切りとし、アフターバーナーを用いないバージョンについて論議した。La-17は、ミコヤンMiG21戦闘機に使われるこのエンジンを載せられるよう再設計を受けた。1970年代後半、ソコル設計局(OKB)はこのエンジンを載せ替えたLa-17の量産に着手した。一線部隊にはいまだLa-17MMのままであったが、OKB内部の呼称ではLa-17Kの名が付けられた。R11Kエンジンは退役したR11F-300のエンジンを再利用したものである。
La-17Kは1990年代の初期まで生産されていた。本機は明らかにロシア軍の任務に長く留まり、運用され続けている。

## 輸出
La-17の系列機は大規模に輸出されたようではないものの、1980年代にLa-17RM偵察用ドローンはシリアへ輸出されている。
中華人民共和国ではLa-17を取得し、事実上自国でも生産したがライセンスにのっとったものではない。1950年代後半、相当数のLa-17が中国に引き渡された。1960年代後半に在庫品が底をつきかけ始め、ソビエト連邦との関係性が広く悪化するとLa-17をリバースエンジニアし、中国内で生産する努力が開始された。生産の結果、1966年にはCK-1が任務に就役した。本機は中国国内でRD-9BをコピーしたWP-6エンジンで駆動し、原形のLa-17がもともと用いていたシステムをいくらか変更しているのが特徴である。本機にはパラシュートによる回収システムが使われている。
CK-1はすみやかにCK-1Aに代替された。これは追加キットとして翼下のポッドがついている。CK-1Bは1983年に任務に就き、低空飛行に活用され、翼下に投棄できない増槽を持つ。本機は制御システムに大きな改良を施されたCK-1Cにとってかわられた。より良い機動性を持ち、さらに起動時の荷重に耐えるため強化が施されている。
2012年には国立アメリカ空軍博物館にてLA-17ドローンの古い実機が修復作業に入っている。

## 採用国

### 現運用国
- 中華人民共和国
- ロシア
- シリア

### 旧運用国
- ロシア連邦

## 主要諸元(La-17M)
- 乗員数：無し
- 全長：8.44m
- 翼幅：7.50m
- 全備重量：3,065kg
- 主エンジン：ツマンスキーRD-9BK、1基、推力19.2kN

- 性能
  - 最大速度：900km/h
  - 航続距離：1時間
  - 実用上昇限度：17,000m